# Trent Dilfer
(en) Statistiques sur pro-football-reference
Trent Farris Dilfer, né le 13 mars 1972 à Santa Cruz, est un joueur américain de football américain.
Quarterback, il a joué en National Football League (NFL) pour les Buccaneers de Tampa Bay (1994–1999), les Ravens de Baltimore (2000), les Seahawks de Seattle (2001–2004), les Browns de Cleveland (2005) et les 49ers de San Francisco (2006–2007).

## Biographie

### Carrière universitaire
Dilfer étudie à l'Université d'État de Californie à Fresno et joue pour les Bulldogs de Fresno State de 1991 à 1993. Sa troisième saison universitaire est excellente, avec 3 799 yards à la passe et 30 passes de touchdown contre seulement 5 interceptions. Il est ainsi nommé joueur offensif de la saison au sein de la Western Athletic Conference,.

### Carrière professionnelle
Il est sélectionné par les Buccaneers de Tampa Bay au 6e rang lors du premier tour de la draft 1994 de la NFL. Il joue peu lors de sa première saison professionnelle et sert de remplaçant à Craig Erickson. En 1995, avec le départ d'Erickson, il devient le quarterback titulaire des Buccaneers mais connaît une saison très difficile avec seulement 4 passes de touchdown contre 18 interceptions, et 54 % de passes réussies pour 2 774 yards.
En 1997, il aide les Buccaneers à se qualifier en éliminatoires pour la première fois depuis 1982. Il a lancé pour 2 555 yards et 21 passes de touchdown contre 11 interceptions, et est sélectionné au Pro Bowl pour cette saison.
Après six saisons à Tampa Bay, il rejoint les Ravens de Baltimore en 2000. Remplaçant à Tony Banks en début de saison, ce dernier fait preuve d'inconstance et les Ravens décident de titulariser Dilfer vers la mi-saison. Avec Dilfer comme titulaire, les Ravens remportent leurs sept derniers du calendrier régulier et finissent la saison avec 12 victoires et 4 défaites, qualifiés pour les éliminatoires. Soutenu par une des meilleures brigades défensives de la ligue, Dilfer et les Ravens se rendent jusqu'au Super Bowl XXXV, joué contre les Giants de New York. Bien qu'il ne réussit que moins de la moitié de ses passes (12 passes complétées sur 25 tentatives) pour 153 yards de gain, il complète une passe de touchdown et son équipe remporte le match ultime au score de 34 à 7.
Il est laissé libre par les Ravens après cette victoire et rejoint les Seahawks de Seattle. Après avoir servi de remplaçant à Matt Hasselbeck durant quatre saisons, il signe avec les Browns de Cleveland en 2005. Nommé titulaire en début de saison, il débute les 11 premiers matchs avant de se blesser au genou et manquer les 5 derniers matchs. Il avait lancé à ce moment pour 2 321 yards à la passe ainsi que 11 touchdowns contre 12 interceptions.
En 2006, il est échangé aux 49ers de San Francisco contre Ken Dorsey et une sélection de draft (septième tour pour 2007), afin de servir de remplaçant et de mentor à Alex Smith. Il ne joue pas le moindre snap durant cette saison, mais la saison suivante, il prend part à sept parties, dont six comme titulaire, en raison d'une blessure de Smith.
Il annonce officiellement sa retraite en juillet 2008. Il se retire avec une sélection au Pro Bowl et une bague de Super Bowl comme quarterback titulaire à son actif.

## Statistiques
| Année              | Équipe                  | MJ                 |         | Passes   | Passes | Passes | Passes | Passes | Passes | Passes  |       | Courses | Courses | Courses | Courses |
| Année              | Équipe                  | MJ                 | Tentées | Réussies | Pct.   | Yards  | TD     | Int.   | Éval.  | Tentées | Yards | Moy.    | TD      |         |         |
| 1994               | Buccaneers de Tampa Bay | 5                  | 82      | 38       | 46,3   | 433    | 1      | 6      | 36,3   | 2       | 27    | 13,5    | 0       |         |         |
| 1995               | Buccaneers de Tampa Bay | 16                 | 415     | 224      | 54,0   | 2 774  | 4      | 18     | 60,1   | 23      | 115   | 5,0     | 2       |         |         |
| 1996               | Buccaneers de Tampa Bay | 16                 | 482     | 267      | 55,4   | 2 859  | 12     | 19     | 64,8   | 32      | 124   | 3,9     | 0       |         |         |
| 1997               | Buccaneers de Tampa Bay | 16                 | 386     | 217      | 56,2   | 2 555  | 21     | 11     | 82,8   | 33      | 99    | 3,0     | 1       |         |         |
| 1998               | Buccaneers de Tampa Bay | 16                 | 429     | 225      | 52,4   | 2 729  | 21     | 15     | 74,0   | 40      | 141   | 3,5     | 2       |         |         |
| 1999               | Buccaneers de Tampa Bay | 10                 | 244     | 146      | 59,8   | 1 619  | 11     | 11     | 75,8   | 35      | 144   | 4,1     | 0       |         |         |
| 2000               | Ravens de Baltimore     | 11                 | 226     | 134      | 59,3   | 1 502  | 12     | 11     | 76,6   | 20      | 75    | 3,8     | 0       |         |         |
| 2001               | Seahawks de Seattle     | 6                  | 122     | 73       | 59,8   | 1 014  | 7      | 4      | 92,0   | 11      | 17    | 1,5     | 0       |         |         |
| 2002               | Seahawks de Seattle     | 6                  | 168     | 94       | 56,0   | 1 182  | 4      | 6      | 71,1   | 10      | 27    | 2.7     | 0       |         |         |
| 2003               | Seahawks de Seattle     | 5                  | 8       | 4        | 50,0   | 31     | 1      | 1      | 59,9   | 2       | -1    | -0,5    | 0       |         |         |
| 2004               | Seahawks de Seattle     | 5                  | 58      | 25       | 43,1   | 333    | 1      | 3      | 46,1   | 10      | 14    | 1,4     | 0       |         |         |
| 2005               | Browns de Cleveland     | 11                 | 333     | 199      | 59,8   | 2 321  | 11     | 12     | 76,9   | 20      | 46    | 2,3     | 0       |         |         |
| 2006               | 49ers de San Francisco  | 0                  | -       | -        | -      | -      | -      | -      | -      | -       | -     | -       | -       |         |         |
| 2007               | 49ers de San Francisco  | 7                  | 219     | 113      | 51,6   | 1 166  | 7      | 12     | 55,1   | 10      | 25    | 2,5     | 0       |         |         |
| Totaux en carrière | Totaux en carrière      | Totaux en carrière | 3 172   | 1 759    | 55,5   | 20 518 | 113    | 129    | 70,2   | 248     | 853   | 3,4     | 5       |         |         |